# Bystřice pod Lopeníkem
Bystřice pod Lopeníkem (in tedesco Bistritz unterm Lopenik) è un comune della Repubblica Ceca facente parte del distretto di Uherské Hradiště, nella regione di Zlín.